# Amherst (Colorado)
Amherst è un census-designated place (CDP) degli Stati Uniti d'America, situato nello stato del Colorado, nella contea di Phillips.